# Needhikku Thalaivanangu
Needhikku Thalaivanangu – indyjski film z 1976, w języku tamilskim, w reżyserii P. Neelakantana. Uznaje się, iż nie odniósł komercyjnego sukcesu.

## Obsada
- M.G. Ramachandran
- S. Varalakshmi
- M. N. Nambiar
- Latha

Źródła:

## Piosenki filmowe
- Intha Pachai Kilikkoru
- Intha Pachai
- Kanavugale Ayiram
- Naan Paartha
- Paarka Paarka Sirippu
- Ethanai Manithargal

Twórcami ich tekstów byli Na. Kamarasan i Pulamaipithan. Swoich głosów w playbacku użyczyli, między innymi, T.M. Soundararajan, K. J. Yesudas oraz P. Susheela.